# Schulzenhof
Schulzenhof ist ein Ortsteil der Gemeinde Stechlin im Landkreis Oberhavel in Brandenburg. Das Dorf umfasst sieben Häuser mit 17 Einwohnern (Stand Januar 2022).

## Lage
Schulzenhof liegt etwa zwei Kilometer nordwestlich von Dollgow und etwa vier Kilometer südwestlich von Menz im Naturpark Stechlin-Ruppiner Land im Naturschutzgebiet Stechlin.

## Geschichte
Der Ort war bereits 1664 vorhanden und war die sog. Dollgowsche Schneidemühle am Rhin. 1731 wurde sie erneut in Stand gesetzt, 1751 aber wegen des Baus des Polzowkanals aufgegeben. 1754 wurde der Ort als Dolgowsche Schneide Mühle, jetzt Schultzenhoff erstmals mit dem heutigen Namen bezeichnet. Sechs Büdner mit je einem Morgen Gartenland und dem Recht zur Hütung im Menzer Forst wurden angesetzt. Das Erbzinsgut, auch Vorwerk oder Rittergut genannt, gehörte zum Amt Lindow, von 1764 ab zum Amt Zechlin. Es umfasste 480 Morgen (der Morgen zu 180 Quadratruten). 1766 hatte der kleine Ort („Kolonie“ und Vorwerk) 25 Einwohner. Von 1754 bis 1774 war das Gut im Besitz der Familie Schultze. Danach wechselten die Besitzer rasch: von 1774 bis 1780 ein Herwig, 1780 ein Wetzel und nach diesem wurde es mit dem Gut Zernikow (Großwoltersdorf) vereinigt, bei dem es bis zum Ende des Zweiten Weltkrieges verblieb. 1928 wurde Schulzenhof, Kolonie und Vorwerk in die Gemeinde Dollgow eingemeindet.
1954 kaufte Erwin Strittmatter vom Preisgeld seines ersten Nationalpreises für das Stück Katzgraben ein Haus im Ort Schulzenhof und lebte hier recht zurückgezogen mit seiner dritten Frau, der Schriftstellerin Eva Strittmatter.
Nach dem Zusammenschluss der Gemeinden Menz, Dollgow und Neuglobsow im Jahre 1998 zur Gemeinde Stechlin gehört Schulzenhof heute als Ortsteil zur Gemeinde Stechlin.

## Einwohnerentwicklung
| Jahr | Einwohner |
| ---- | --------- |
| 2007 | 17        |
| 2010 | 15        |
| 2013 | 14        |
| 2019 | 14        |
| 2022 | 17        |

Quellen:

## Persönlichkeiten

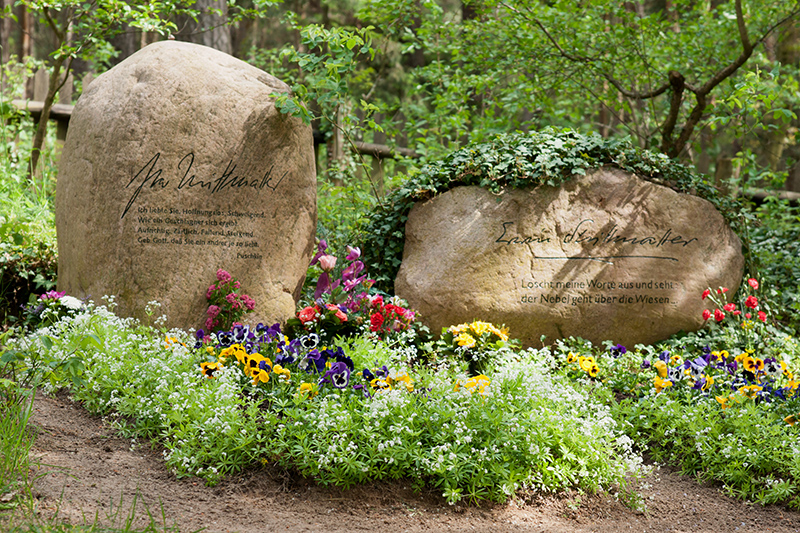
Eva und Erwin Strittmatters Grab

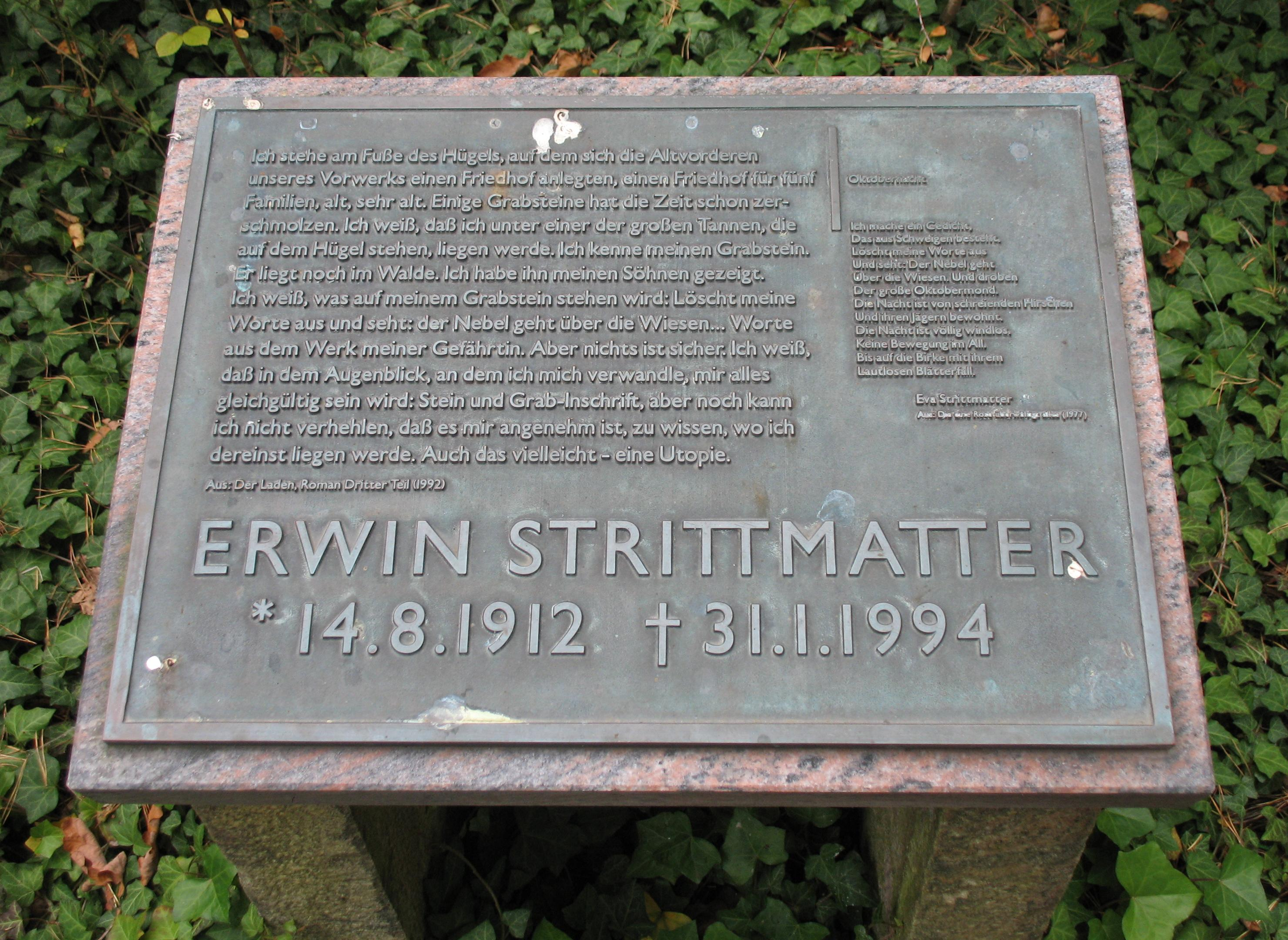
Gedenktafel

Bekanntester ehemaliger Einwohner ist der Schriftsteller Erwin Strittmatter, dessen Ruhestätte sich mit dem Grabspruch „Löscht meine Worte aus und seht: der Nebel geht über die Wiesen …“ in Schulzenhof befindet. Am 31. Januar 1994 starb er in Schulzenhof und liegt seinem kurz vor ihm verstorbenen Sohn Matti gegenüber unter Douglas-Tannen begraben.
Schulzenhof gilt als literarischer Ort, über und aus dem die beiden Strittmatters schrieben und außerdem Gäste wie den mongolischen, deutschsprachigen Schriftsteller Galsan Tschinag (dieser lebte nach seinem Studium eine Zeitlang bei den Strittmatters in Schulzenhof) aus ihrem literarischen Umfeld empfingen.
Eva Strittmatter, die Witwe, Dichterin und Schriftstellerin, lebte bis zu ihrem Tod am 3. Januar 2011 in Schulzenhof und konnte verhindern, dass Schulzenhof zu einem touristischen Magneten für Strittmatterfans wurde. Die Gemeinde hatte ein vollständiges Konzept entwickelt: Pläne für Busparkplatz, Imbiss und ein Rundweg mit Hinweisschildern auf Werk- und Lebensbezüge. Die Umsetzung scheiterte aber am Veto von Eva Strittmatter.